# بيتر جون ويلسون
بيتر جون ويلسون (بالإنجليزية: Peter John Wilson)‏ هو فلاح ومهندس معماري أسترالي، ولد في 4 مايو 1869، وتوفي في 21 فبراير 1918 في Drummoyne ‏ في أستراليا.